# Johnson-Nunatak
Der Johnson-Nunatak ist ein isolierter Nunatak an der Ingrid-Christensen-Küste des ostantarktischen Prinzessin-Elisabeth-Lands. Er ragt 6 km östlich des südlichen Endes der Linton-Smith-Nunatakker an der Ostflanke des Amery-Schelfeises auf.
Luftaufnahmen entstanden bei der US-amerikanischen Operation Highjump (1946–1947). Das Antarctic Names Committee of Australia benannte ihn 1971 nach Frank R. „Narra“ Johnson, Funker auf der Mawson-Station in den Jahren 1968, 1970 und 1974, der überdies 1971 an Vermessungen der Prince Charles Mountains beteiligt war und 1975 auf der Macquarieinsel überwintert hatte.